# Interaktiv forskning
Interaktiv forskning är en utveckling och mer avgränsad form av aktionsforskning. Den etablerar en systematisk dialog mellan forskare och berörda aktörer, för att praktisera demokrati.[källa behövs] Den interaktiva forskningen kräver att forskare och praktiker bejakar varandras olika roller. Genom att olika perspektiv läggs på det fenomen som studeras sker en fördjupad gemensam kunskapsbildning. De åtskilda rollerna innebär också att forskare kan upprätthålla den distans till inblandade aktörer som underlättar reflexion.
All samhällsvetenskaplig forskning kan i någon mening sägas vara interaktiv. Forskare interagerar med sina intervjupersoner, vilket formuleras i Steinar Kvales bok, Inter Views från 1996. Med interaktiv forskning menas forskning som sker i ett nära samarbete mellan forskare och praktiker.
Interaktiv forskning genomförs ofta i som reformerande förändringsprojekt. Genom att förändra sociala system når forskarna ökad förståelse. Både forskarna och de berörda skall ha möjlighet att påverka hela processen, från beslut om vilka som skall få processen och vilka utmaningar som skall antas till analys av processen och presentation av resultaten.
Iscensättande forskning är en särskild form av interaktiv forskning där studiet av kreativa processer står i centrum och där rollerna som forskare och aktör förenas.